# Escroquerie
Escroquerie (deutsch Betrug) ist ein Vermögensdelikt im französischen Strafrecht und die französische Bezeichnung für das Schweizer Delikt Betrug.

## Gesetzestext
« L'escroquerie est le fait, soit par l'usage d'un faux nom ou d'une fausse qualité, soit par l'abus d'une qualité vraie, soit par l'emploi de manoeuvres frauduleuses, de tromper une personne physique ou morale et de la déterminer ainsi, à son préjudice ou au préjudice d'un tiers, à remettre des fonds, des valeurs ou un bien quelconque, à fournir un service ou à consentir un acte opérant obligation ou décharge.
L'escroquerie est punie de cinq ans d'emprisonnement et de 375000 euros d'amende. »

„Escroquerie (Betrug) begeht, wer unter Verwendung eines falschen Namens oder einer falschen Eigenschaft oder unter Mißbrauch einer echten Eigenschaft oder unter Einsatz arglistiger Machenschaften eine natürliche oder juristische Person täuscht und so zu ihrem Nachteil oder zum Nachteil eines Dritten veranlaßt, Geld, Wertgegenstände oder irgendein Vermögensgut zu übergeben, eine Dienstleistung zu erbringen oder ein Rechtsgeschäft zu tätigen, das eine Verpflichtung oder Entlastung bewirkt.
Der Betrug wird mit fünf Jahren Gefängnis und 375000 Euro Geldstrafe bestraft.“

## Tatbestand
Die Weite des französischen Diebstahlstatbestandes macht eine restriktive Handhabung des Betruges erforderlich. Die Ablehnung unechter Unterlassenstatbestände führt entsprechend zur Strafbarkeit des Betruges nur bei positiver Täuschungshandlung; Betrug durch Unterlassen ist deshalb nur bei Bestehen von Sondertatbeständen wie Zechprellerei (filouterie) strafbar.
Die Strafbarkeit des Betrugs erhöht sich nach Art. 313-4 bei Schutzbedürftigkeit des Opfers wegen seines Alters und nach Art 313-2 bei Vortäuschen eines karitativen Zweckes.